# Tetraeder
En tetraeder är en polyeder bestående av fyra trianglar där tre sidor möts i varje hörn. En regelbunden tetraeder utgörs av fyra liksidiga trianglar. 
Den har fyra sidor, sex kanter och fyra hörn. Den regelbundna tetraedern är en av de platonska kropparna.
Regelbundna tetraeder har Schläfli-symbolen {\displaystyle \scriptstyle {\left\{3,3\right\}}}.
Volymen hos en tetraeder är basytan multiplicerad med höjden dividerat med 3 enligt regeln för volymen av en pyramid:
{\displaystyle V={\frac {Bh}{3}}}

## Regelbunden tetraeder

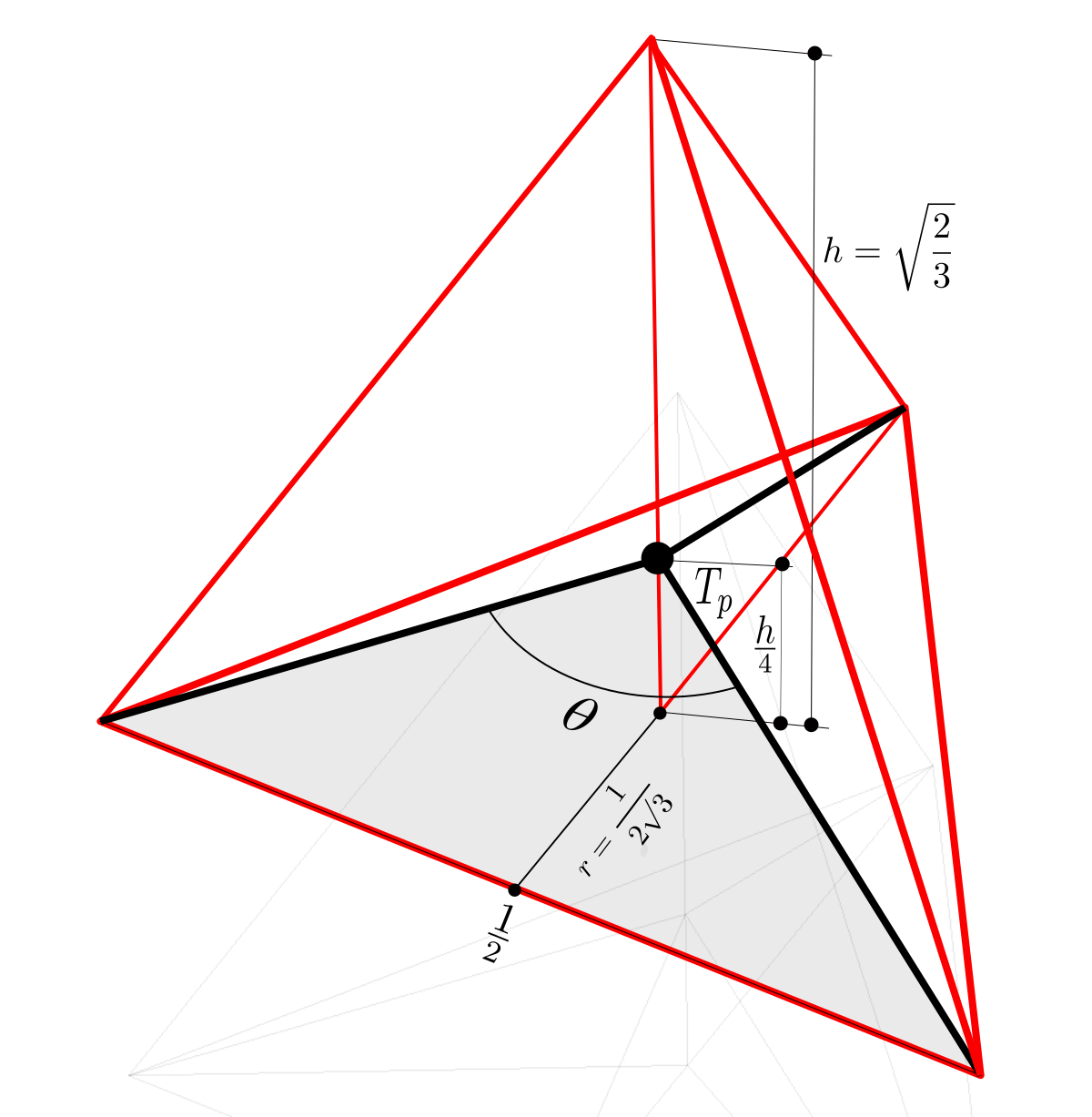
Regelbunden tetraeder. Tp är tetraederns tyngdpunkt.

- Om den regelbundna tetraederns kantlängd är s är volymen

{\displaystyle \quad V={{\frac {\sqrt {2}}{12}}s^{3}}}
- Om kantlängden är s är tetraederns höjd

{\displaystyle \quad h={\sqrt {\cfrac {2}{3}}}s}
- Vinkeln (tetraedervinkeln) mellan tyngdpunkten och två av hörnen är

{\displaystyle \quad \theta =2\arctan {\sqrt {2}}=\arccos \left(-{\frac {1}{3}}\right)\ \approx 109,47^{\circ }}
Denna är också vinkeln mellan normalerna till två av tetraederns sidor.

## Volym och skalär trippelprodukt
Volymen hos en godtycklig tetraeder (regelbunden eller oregelbunden) kan fås genom att beräkna absolutbeloppet av den skalära trippelprodukten av tre av dess kanter, valda så att de inte omger samma sida (varje hörn måste finnas med på någon kant - kanterna får inte vara koplanära) och dividera med sex. Kryssprodukten för två kanter som har ett gemensamt hörn ger ger en vektor med en längd som motsvarar arean av en parallellogram med de två kanterna som sidor och halva denna area är lika med den triangulära basytan hos tetraedern. Tar man sedan skalärprodukten av halva denna vektor med en tredje kant mot tetraederns spets får man ett resultat som är lika med höjden gånger basytan och dividerar man denna med tre så fås volymen av tetraedern. Vi har således, med kanterna {\displaystyle {\vec {a}}}, {\displaystyle {\vec {b}}} och {\displaystyle {\vec {c}}} (där {\displaystyle {\vec {a}}} och {\displaystyle {\vec {b}}} är koplanära):
{\displaystyle {\vec {a}}\times {\vec {b}}={\vec {n}}} där {\displaystyle {\vec {n}}} är en normalvektor till tetraederns basyta, vars area är lika med {\displaystyle {\frac {||{\vec {n}}||}{2}}=A}.
{\displaystyle {\frac {\vec {n}}{||{\vec {n}}||}}={\vec {n_{2}}}} där {\displaystyle {\vec {n_{2}}}} är en enhetsvektor normal mot basytan
{\displaystyle |{\vec {c}}\cdot {\vec {n_{2}}}|=h} där {\displaystyle h} är tetraederns höjd ({\displaystyle {\vec {c}}} får inte ligga i ett plan som spänns upp av {\displaystyle {\vec {a}}} och {\displaystyle {\vec {b}}} - då blir höjden noll!).
Tetraederns volym är då {\displaystyle V=|{\frac {h\cdot A}{3}}|=|{\frac {({\vec {c}}\cdot {\vec {n_{2}}})\cdot ||{\vec {n}}||}{3\cdot 2}}|=|{\frac {({\vec {c}}\cdot {\vec {n}})\cdot ||{\vec {n}}||}{6\cdot ||{\vec {n}}||}}|=|{\frac {{\vec {c}}\cdot {\vec {n}}}{6}}|=|{\frac {{\vec {c}}\cdot ({\vec {a}}\times {\vec {b}})}{6}}|}
Volymen är således en sjättedel av den parallellogram som späns upp av de tre valda vektorerna.
Eftersom den skalära trippelprodukten är invariant under cyklisk permutation och kommutativ, kan man beräkna kryssprodukten av vilka två av kanterna som helst och sedan beräkna skärprodukten med den tredje kanten Om vi valt kanterna {\displaystyle {\vec {AB}}}, {\displaystyle {\vec {BC}}} och {\displaystyle {\vec {CD}}} får vi:
{\displaystyle V={\frac {|{\vec {AB}}\cdot ({\vec {BC}}\times {\vec {CD}})|}{6}}={\frac {|{\vec {BC}}\cdot ({\vec {CD}}\times {\vec {AB}})|}{6}}={\frac {|{\vec {CD}}\cdot ({\vec {AB}}\times {\vec {BC}})|}{6}}=}{\displaystyle ={\frac {|{\vec {AB}}\cdot ({\overline {CD}}\times {\vec {BC}})|}{6}}={\frac {|{\vec {BC}}\cdot ({\vec {AB}}\times {\vec {CD}})|}{6}}={\frac {|{\vec {CD}}\cdot ({\vec {BC}}\times {\vec {AD}})|}{6}}}
Vi skulle också kunnat valt tre kanter som möts i samma hörn, som exempelvis {\displaystyle {\vec {AB}}}, {\displaystyle {\vec {AC}}} och {\displaystyle {\vec {AD}}}.

## Användning
Regelbundna tetraedrar förekommer bland annat inom förpackningsindustrin. Företaget Tetra Pak har sitt namn efter sin lansering av vätskeförpackningar i form av tetraedrar.